# Холодильный агрегат

Холодильный агрегат

Холодильный агрегат — составная часть холодильной установки, содержащая компрессор, нагнетательный трубопровод, конденсатор вместе с приводом компрессора (обычно это электродвигатель), часто объединяют в один компактный агрегат.
Такой агрегат называют холодильным или компрессорно-конденсаторным агрегатом, так как его функция в системе заключается в сжатии, охлаждении пара и его конденсации.
Холодильные агрегаты часто классифицируются в зависимости от охлаждающей среды, используемой для конденсации хладагента. Холодильный агрегат, в котором в качестве охлаждающей среды применяют воздух, называют агрегатом с воздушным охлаждением, а если охлаждающей средой является вода — агрегатом с водным охлаждением.
Компрессорно-конденсаторные агрегаты небольшой производительности (150 Вт-30 кВт) часто оборудованы герметичными компрессорами со встроенными электродвигателями. Компрессор имеет непосредственный привод, то есть общий вал с ротором электродвигателя, который размещен в герметичном сварном стальном кожухе.
Подобные холодильные агрегаты используют в небольших кондиционерах, сплит-системах, торговых холодильных шкафах и почти во всех домашних холодильниках.